# Demokraci na rzecz Andory
Demokraci na rzecz Andory (kat. Demòcrates per Andorra, DA) – andorska centroprawicowa partia polityczna. 

## Historia
Partia została stworzona jako koalicja na wybory parlamentarne w Andorze w 2011 roku jako następca Koalicji Reformatorskiej. Koalicja wygrała bezwzględną większością głosów we wszystkich parafiach. Początkowo składała się z Liberalnej Partii Andory, Nowego Centrum i Reformatorskiej Partii Andory. Liderem listy koalicyjnej był Antoni Martí, który po zwycięstwie w wyborach został premierem Andory. Po wyborach, 30 września 2011 utworzono partię polityczną. 
1 marca 2015 roku, po wyborach powszechnych, partia ponownie uzyskała większość absolutną, choć liczba posłów reprezentowanych w parlamencie przez partię zmniejszyła się z 20 do 15.
Od 2019 roku partia współtworzy wraz z Liberalną Partią Andory rząd Księstwa Andory.

## Liderzy
- Antoni Martí (prezes),
- Esther París (wiceprezes),
- Ester Villarubla (wiceprezes),
- Esteve Vidal (sekretarz generalny)[15].

## Kompozycja
Początkowo koalicja obejmowała Liberalną Partię Andory (PLA), Nowe Centrum (NC), Reformatorską Partię Andory (PRA), i Unię Laurediana (UL). Po wygranych wyborach koalicja przekształciła się w jednolity twór polityczny. Liberalna Partia Andory nie przystąpiła do nowej partii i pozostała niezależnym tworem politycznym.

## Wyniki wyborów
- Wybory parlamentarne w Andorze w 2011 roku: 55,14% zdobytych głosów, 20 miejsc na 28 możliwych (12 mandatów zdobytych w jednomandatowych okręgach wyborczych na możliwych 14 i 8 miejsc zdobytych na 14 możliwych do zdobycia w okręgu ogólnokrajowym)[20].
- Wybory parlamentarne w Andorze w 2015 roku: 37,03% zdobytych głosów, 15 miejsc na 28 możliwych (10 mandatów zdobytych z 14 możliwych w jednomandatowych okręgach wyborczych i 5 na 14 możliwych do zdobycia w okręgu ogólnokrajowym)[21].
- Wybory parlamentarne w Andorze w 2019 roku: 35,13% zdobytych głosów, 11 miejsc na 28 możliwych (6 mandatów zdobytych z 14 możliwych w jednomandatowych okręgach wyborczych i 5 na 14 możliwych do zdobycia w okręgu ogólnokrajowym)[22][23].